# Александер (Арканзас)
Александер (англ. Alexander) — місто (англ. city) в США, в округах Пуласкі і Салін штату Арканзас. Населення — 3385 осіб (2020).

## Географія
Александер розташований на висоті 109 метрів над рівнем моря за координатами 34°37′6″ пн. ш. 92°27′6″ зх. д. / 34.61833° пн. ш. 92.45167° зх. д. (34.618263, -92.451556).  За даними Бюро перепису населення США в 2010 році місто мало площу 5,73 км², уся площа — суходіл.

## Демографія
Згідно з переписом 2010 року, у місті мешкала 2901 особа в 1029 домогосподарствах у складі 694 родин. Густота населення становила 506 осіб/км².  Було 1122 помешкання (196/км²). 
Расовий склад населення:
| - 68,0 % — білих - 13,1 % — чорних або афроамериканців - 0,6 % — корінних американців - 0,6 % — азіатів - 15,1 % — осіб інших рас |

До двох чи більше рас належало 2,6 %. Іспаномовні складали 19,4 % від усіх жителів.
За віковим діапазоном населення розподілялося таким чином: 28,1 % — особи молодші 18 років, 63,8 % — особи у віці 18—64 років, 8,1 % — особи у віці 65 років та старші. Медіана віку мешканця становила 32,0 року. На 100 осіб жіночої статі у місті припадало 100,8 чоловіків;  на 100 жінок у віці від 18 років та старших — 107,9 чоловіків також старших 18 років.
Середній дохід на одне домашнє господарство  становив 44 609 доларів США (медіана — 37 882), а середній дохід на одну сім'ю — 48 173 долари (медіана — 37 409). Медіана доходів становила 30 750 доларів для чоловіків та 31 290 доларів для жінок. За межею бідності перебувало 26,4 % осіб, у тому числі 29,8 % дітей у віці до 18 років та 28,2 % осіб у віці 65 років та старших.
Цивільне працевлаштоване населення становило 1122 особи. Основні галузі зайнятості: освіта, охорона здоров'я та соціальна допомога — 19,1 %, мистецтво, розваги та відпочинок — 13,6 %, роздрібна торгівля — 11,9 %, будівництво — 10,6 %.
За даними перепису населення 2000 року в місті Александер проживало 614 осіб, 171 сім'я, налічувалося 276 домашніх господарств і 305 житлових будинків. Середня густота населення становила близько 511,7 осіб на один квадратний кілометр. Расовий склад міста за даними перепису розподілився таким чином: 70,68% білих, 26,71% — чорних або афроамериканців, 0,49% — корінних американців, 0,98% — азіатів, 0,81% — представників змішаних рас, 0,33% — інших народів. Іспаномовні склали 2,28% від усіх мешканців міста.
Із 276 домашніх господарств в 29,3% — виховували дітей у віці до 18 років, 39,1% представляли собою подружні пари, які спільно проживають, в 17,4% сімей жінки проживали без чоловіків, 38,0% не мали сімей. 32,6% від загального числа сімей на момент перепису жили самостійно, при цьому 6,5% склали самотні літні люди у віці 65 років та старше. Середній розмір домашнього господарства склав 2,22 особи, а середній розмір родини — 2,79 особи.
Населення міста за віковим діапазоном за даними перепису 2000 року розподілилося таким чином: 24,8% — жителі молодше 18 років, 8,6% — між 18 і 24 роками, 33,1% — від 25 до 44 років, 22,6% — від 45 до 64 років і 10,9% — у віці 65 років та старше. Середній вік мешканця склав 33 роки. На кожні 100 жінок в місті припадало 88,3 чоловіків, при цьому на кожні сто жінок 18 років та старше припадало 75,7 чоловіків також старше 18 років.
Середній дохід на одне домашнє господарство в місті склав 30 050 доларів США, а середній дохід на одну сім'ю — 35 341 долар. При цьому чоловіки мали середній дохід в 28 571 долар США на рік проти 21 958 доларів середньорічного доходу у жінок. Дохід на душу населення в місті склав 15 157 доларів на рік. 9,5% від всього числа сімей в окрузі і 12,8% від усієї чисельності населення перебувало на момент перепису населення за межею бідності, при цьому 9,1% з них були молодші 18 років і 11% — у віці 65 років та старше.